# Herveiras
Herveiras är en kommun i Brasilien.   Den ligger i delstaten Rio Grande do Sul, i den södra delen av landet, 1 600 km söder om huvudstaden Brasília. Antalet invånare är 2 954.
I omgivningarna runt Herveiras växer huvudsakligen savannskog. Runt Herveiras är det ganska glesbefolkat, med 24 invånare per kvadratkilometer.